# Conus nobrei
''Conus nobrei'' é uma espécie de gastrópode da família Conidae.
É endémica de Angola.